# Ivan Vinogradov
Ne pas confondre avec l'arithméticien Askold Ivanovitch Vinogradov (coauteur du théorème de Bombieri-Vinogradov).
Pour les articles homonymes, voir Vinogradov.
Ivan Matveievitch Vinogradov (en russe Иван Матвеевич Виноградов) (Velikié Louki, 14 septembre 1891 - Moscou, 20 mars 1983) est un mathématicien et un académicien russe soviétique, spécialiste de la théorie analytique des nombres.

## Biographie
Fils d'un pope, il passe son enfance à Velikié Louki et s'inscrit en 1910 à l'université impériale de Saint-Pétersbourg où il a, entre autres professeurs, Andreï Markov et James Victor Uspensky ; il en sort diplômé en 1915. Il obtient une bourse de thèse pour poursuivre ses recherches sur la classification des résidus quadratiques. En 1918 il est reçu privat-docent de l'Université d'État de Perm nouvellement créée, dont il devient professeur titulaire en 1919. En 1920 il est nommé professeur à l'Institut  Polytechnique de Saint-Pétersbourg, et obtient en 1925 la direction du département de Calcul des probabilités et de théorie des nombres ; puis en 1934 Vinogradov est nommé premier directeur de l'Institut de mathématiques Steklov de Leningrad, dans la création duquel il s'était fortement impliqué. Après le transfert de l'institut à Moscou, il en a partagé la direction avec Sergueï Sobolev, mais il reprend la totalité des responsabilités en 1947.
Vinogradov a imaginé un procédé sommatoire pour les séries trigonométriques de la forme
{\displaystyle f(\alpha ,N)=\sum _{p\leq N}\exp {(2\pi i\alpha p)}},
où la sommation est étendue à tous les nombres premiers {\displaystyle p} inférieurs à une borne {\displaystyle N} et où {\displaystyle \alpha } est un nombre réel. Hermann Weyl s'était intéressé à ces séries dès 1916 dans le cadre de la théorie analytique des nombres, puis Hardy et Littlewood en ont fait un outil puissant de cette même branche (méthode du cercle de Hardy-Littlewood). En 1937, Vinogradov suscite l'émotion en démontrant avec cette technique que tout entier impair suffisamment grand peut être décomposé comme somme de trois nombres premiers (théorème de Vinogradov), étape importante dans la résolution de la conjecture (faible) de Goldbach. Vinogradov applique sa méthode à bien d'autres questions de la théorie additive des nombres, comme le problème de Waring.
Deux fois Héros du travail socialiste (en 1945 et en 1971), il est académicien depuis 1929. Ses travaux sont récompensés par la médaille Lomonossov (1970) et du prix Lomonossov (1971). La Royal Society l'élit membre en 1942, et l'Académie Leopoldina en 1962. Il prononce (avec Alexei Postnikov) une conférence plénière au Congrès international des mathématiciens à Moscou en 1966  (Développement récents de la théorie analytique des nombres). Il a aussi publié Matematicheskaya entsiklopediya en 1977.